# 有限アーベル群の構造定理

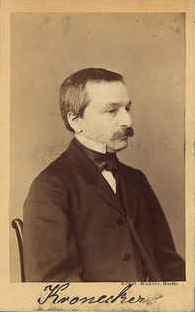
レオポルト・クロネッカー (1823-1891)

有限アーベル群の構造定理（ゆうげんアーベルぐんのこうぞうていり、英: structure theorem of finite abelian group）は、数学の特に群論における定理であり、有限アーベル群の基本定理（ゆうげんアーベルぐんのきほんていり）とも呼ばれる。
任意の有限アーベル群が巡回群の直積に同型であることを主張するもので、Kronecker (1870) によって示された。この定理は有限生成アーベル群の構造定理の特別の場合として、さらに単因子定理、すなわち主イデアル整域上の有限生成加群の構造定理に一般化される。

## 定理の主張
定理 (Kronecker)有限アーベル群 G に対し、1 より大きい整数からなる列 (a1, a2, …, ak) が一意に存在して、G はこの数列の各項に等しい位数を持つ巡回群の直積群に同型: {\displaystyle G\simeq \mathbb {Z} /a_{1}\mathbb {Z} \times \mathbb {Z} /a_{2}\mathbb {Z} \times \cdots \times \mathbb {Z} /a_{k}\mathbb {Z} } であり、かつ各 i = 1, …, k − 1 に対して ai+1 は ai を割り切る。
この一意に定まる数列を G の不変系、その各項を G の単因子と呼ぶ。

## 証明
この定理の証明法はいくつも存在する。筋の良い証明の一つは群の表現論を用いるもので、ほかにも例えば有限群の指標を用いるものもある。
以下に示すものは完全に群論の枠組みに収まるもので、分解の存在性は補題 1 による（それには補題 2 を用いる）。
補題 1 ― 冪数:47 e を持つ任意の有限アーベル群 G に対し、G の位数 e を持つ任意の巡回部分群は、G の直積因子である。
補題 2 ―  e, m は正整数で m は e を割り切るものとし、H を巡回群 Z/mZ の部分群とする。任意の準同型 {\textstyle \rho \colon H\to \mathbb {Z} /e\mathbb {Z} } は準同型 {\textstyle \rho '\colon \mathbb {Z} /m\mathbb {Z} \to \mathbb {Z} /e\mathbb {Z} } に延長できる。
定理の証明 — 
G の位数 n に関する帰納法により示す。
分解の存在n = 1 のときは空列を取ればよい。n > 1 として、位数が n より真に小さい任意の有限アーベル群に対して所期の分解が存在すると仮定する。G を位数 n の有限アーベル群、e をその冪数とすれば、冪数の性質により G は位数 e の巡回部分群 C1 を持ち、（補題 1 により）適当な部分群 K により G = C1 × K と書ける。帰納法の仮定により、K は適当な巡回部分群の列 C2, …, Ck の直積であり、i = 2, …, k − 1 に対して Ci+1 の位数は Ci の位数を割り切る。さらに、e および C1 の定義により C2 の位数は C1 の位数を割り切る。
分解の一意性n = 1 のときはよい。n > 1 のとき、位数が n より真に小さい任意の有限アーベル群に対して所期の分解の一意性が成り立つと仮定する。G を位数 n の有限アーベル群とし、G の所期の直積分解が {\displaystyle G=C_{1}\times \dotsb \times C_{k}=C'_{1}\times \dotsb \times C'_{\ell }} と二通りに、各直積因子の位数の列 (a1, …, ak), (b1, …, bℓ) が所期の整除条件を満たすように与えられたとする。x を C1 の生成元とし、第二の分解における x の成分を (y1, …, yℓ) とすれば、x の位数は G の冪数 e に等しいのだから、少なくとも一つの添字 j0 が存在して yj0 が位数 e となる（このとき b1 = ⋯ = bj0 = e となることに注意せよ）。第二の分解におけるC'j0 を C1 で置き換えても、和はやはり直積であり、等式 {\textstyle \prod _{i}C_{i}=C_{1}\times \prod _{j\neq j_{0}}C'_{j}} も保たれる。C1 による商をとれば {\textstyle \prod _{i>1}C_{i}\simeq \prod _{j\neq j_{0}}C'_{j}} を得て、（帰納法の仮定により）(a2, …, ak) = (b1, …, bj0−1, bj0+1, …, bℓ) が成り立ち、したがって (a1, …, ak) = (b1, …, bℓ) を得る。

## 応用
- 上記の分解において、G の冪数は a1 に等しく、また G の位数は積 a1⋯ak に等しい。したがって、有限アーベル群の位数がその冪数以下となれば、それは巡回群である。特に、可換体の乗法群の任意の有限部分群は巡回群になる[2]。
- 二つの有限アーベル群が同型となるのは、各位数の元の数がそれら二つの群において一致するときである。実際、このデータから単因子が求められる[3]。「アーベル」であるという条件を欠かすことはできない: 例えば、任意の奇素数 p に対し、位数 p3 かつ冪数 p の群がふたつ存在する[4]。それはアーベル群 (ℤp)3 と Fp 上のハイゼンベルク群である。

## 注